# Parasphen frontalis
Parasphen frontalis är en tvåvingeart som beskrevs av Cresson 1930. Parasphen frontalis ingår i släktet Parasphen och familjen skridflugor. Inga underarter finns listade i Catalogue of Life.